# Сара Джейн Сміт
Сара Джейн Сміт — персонажка британського науково-фантастичного телесеріалу «Доктор Хто», а також головна героїня його відгалуження — «Пригоди Сари Джейн».
Сара Джейн була постійною супутницею Доктора протягом сезонів 11—14 (1973—1976), з'являлася у спецвипусках до 20- і 30-річчя серіалу, а пізніше у серіях з Десятим Доктором («Шкільна зустріч», «Вкрадена Земля» / «Кінець подорожі», «Кінець часу»). У «Пригодах Сари Джейн» (серія «Смерть Доктора») вона зустрічається з Одинадцятим Доктором.
Сара Джейн подорожує з Доктором тривалий час: вона з'являється у 18 історіях класичних сезонів і у чотирьох серіях відродженого серіалу.

## Появи на екрані

### Класичні сезони
Вперше Сара Джейн з'являється у серії «Воїн часу», де вона проникає на секретний об'єкт, видаючи себе за власну тітку, відомого вірусолога Лавінію Сміт. Поки Доктор шукає слід вченого, який зник у часі, Сара проникає до ТАРДІС і опиняється втягнутою в подальші події Середньовіччя.
Сара Джейн присутня при регенерації Третього Доктора в Четвертого і продовжує мандрувати з ним. За цей час вона стикається з далеками і Давросом, кіберлюдьми, істотами з найвіддаленішої планети всесвіту, муміями-роботами в Англії, древнім злом в Італії XV століття, сонтаранцями і багатьма іншими монстрами. Таким чином, станом на сьогодення[коли?] вона є однією з найдосвідченіших супутників Доктора.
Сара розумна, допитлива, упевнена в собі. Володіє феміністичними поглядами: вона приходить у гнів, коли під час першої її появи («Воїн часу») Доктор просить зробити йому чашку кави і часто сперечається з Гаррі Салліваном, іншим супутником Доктора з цього приводу. Однак це не заважає дружбі з ним. У серії «Монстр Пеладону» Доктор радить Сарі поділитися своїми переконаннями з королевою Телірою, влада над планетою якої обмежена через її стать. Надалі погляди Сари стають менш вираженими, однак вона завжди справляє враження здібного компаньйона для Доктора: не губиться в небезпечних ситуаціях, полюбляє ризиковані пригоди і завжди іде до них назустріч.
У кінці серії «Рука страху» Доктора викликають на рідну планету — Галліфрей. Але він не може брати туди людей. Тому, він змушений залишити Сару Джейн. Через 30 років з'ясовується, що Доктор висадив її не в рідному Південному Кройдоні, а в Абердині, Шотландія
Сара Джейн Сміт — одна з найпопулярніших супутників Доктора.
Надалі Сара Джейн з'являлася у спецвипуску «П'ятеро Докторів» (1983), а також у пілотній серії «К-9 і компанія» у 1981 році.

### Повернення на екран
Через 30 років, у серії «Шкільна зустріч» Десятий Доктор знову зустрічає Сару, і вони разом з Роуз розслідують дивні події у школі. Сара говорить, що відчувала, що Доктор був на кораблі над Лондоном. У тій самій серії улюблений собака Доктора К-9 (III моделі) жертвує собою заради знищення ворогів. Тоді, відлітаючи, Доктор залишає після себе нового, модернізованого К-9 (IV).

#### Пригоди Сари Джейн
«Шкільна зустріч» слугує початком нового спінофу серіалу «Доктор Хто» — «Пригоди Сари Джейн», який розпочався у 2007 році новорічним спецвипуском «Вторгнення Бейнів», а з 24 вересня того ж року почався показ першого сезону.
Між подіями «Зустрічі у школі» та «Вторгнення Бейнів» К-9 довелося покинути хазяйку, щоб утримувати чорну діру, але іноді він мав змогу зв'язуватися з нею. Повернувся він у кінці епізоду «Загублений хлопчик».
Як і в Доктора, у Сари є звукова викрутка, вона замаскована під губну помаду. Разом з годинником, що виявляє інопланетні форми життя, її подарував Доктор, сховавши у К-9. Також Сарі допомагає розумний суперкомп'ютер Містер Сміт. Машина Сари — смарагдово-зелений Nissan Figaro.
На відміну від Торчвуду та ЮНІТу, Сара не є прихильницею насилля. Крім того, про її дії не знають сусіди, які вважають Сару дивною чи навіть божевільною.
У «Вторгненні Бейнів» Сара всиновлює біологічного клона з фабрики — Люка Сміта та починає товаришувати із сусідською дівчинкою — Марією Джексон. На запитання про шлюб вона відповіла, що знала одну людину і ніхто не може з ним зрівнятися. Протягом усього першого сезону вона вчиться бути матір'ю та стає все більш відкритою та товариською. Разом із друзями Сара б'ється проти Бейнів, Слівінів, Горгони та Кудлака.
У серії «Що трапилося з Сарою Джейн» вона зустрічається з собою тринадцятирічною 1964 року. Того року вона не змогла врятувати подругу, яка, граючи на дамбі з Сарою, впала та загинула. Цей випадок змусив її надалі боротися за справедливість і проти смерті.
Сара знову з'являється у серіалі «Доктор Хто» у серіях «Вкрадена Земля» та «Кінець подорожі», де вона, разом із Доктором, Роуз, Мартою, Джеком, Донною та Люком бореться проти творця далеків — Давроса.
Сара вважала, що батьки, Едді та Барбара Сміти, покинули її, коли вона була дитиною. У серії «Спокуса Сари Джейн» вона проходить крізь часовий розлам, пастку Трикстера, що веде у день їх загибелі. Намагаючись їх урятувати, вона руйнує плин часу і перетворює людей на рабів Граска та Трикстера. Але її батьки обрали смерть і залишили дівчинку під опіку її тітки — Лавінії Сміт.
Сара Джейн хотіла одружитися з Пітером Делтоном (Весілля Сари Джейн), але насправді Пітер був рабом Трикстера. Трикстер рятує людей від смерті, натомість вимагаючи покори. У цьому випадку він хотів змінити долю Сари і змусити її більше не займатися прибульцями. Але в кінці Делтон розриває контракт із Трикстером і помирає.
Перед регенерацією Десятий Доктор рятує Люка Сміта від загибелі під машиною та мовчки прощається з Сарою. Згодом (у серії «Смерть Доктора») вона знову зустрічає його як Одинадцятого Доктора, коли Шаншити пустили чутки про його смерть.

## Список серій за участю Сари Джейн

### Доктор Хто
| Номер | Назва                                                     | Сценарист                  | Режисер       | Дата виходу в ефір            |
| ----- | --------------------------------------------------------- | -------------------------- | ------------- | ----------------------------- |
| 070   | «Воїн часу» (англ. The Time Warrior)                      | Роберт Холмс               | Алан Бромлі   | 15 грудня 1973 — 5 січня 1974 |
| 071   | «Вторгнення динозаврів» (англ. Invasion of the Dinosaurs) | Малкольм Х'юлк             | Педді Рассел  | 12 січня — 16 лютого 1974     |
| 072   | «Смерть далекам» (англ. Death to the Daleks)              | Террі Нейшн                | Майкл Брайант | 23 лютого — 16 березня 1974   |
| 073   | «Монстр Пеладону» (англ. The Monster of Peladon)          | Брайан Хейлес              | Ленні Майн    | 23 березня — 27 квітня 1974   |
| 074   | «Планета павуків» (англ. Planet of the Spiders)           | Роберт Сломан, Беррі Леттс | Беррі Леттс   | 4 травня — 8 червня 1974      |

| Номер | Назва                                                    | Сценарист                    | Режисер         | Дата виходу в ефір             |
| ----- | -------------------------------------------------------- | ---------------------------- | --------------- | ------------------------------ |
| 075   | «Робот» (англ. Robot)                                    | Терранс Дікс                 | Кристофер Беррі | 29 грудня 1974 — 18 січня 1975 |
| 076   | «Ковчег у космосі» (англ. The Ark in Space)              | Роберт Холмс, Джон Лукаротті | Родні Бенетт    | 25 січня — 15 лютого 1975      |
| 077   | «Експеримент сонтаранця» (англ. The Sontaran Experiment) | Боб Бейкер і Дейв Мартін     | Родні Бенетт    | 22 лютого — 1 березня 1975     |
| 078   | «Походження далеків» (англ. Genesis of the Daleks)       | Террі Нейшн                  | Девід Мелоні    | 8 березня — 12 квітня 1975     |
| 079   | «Помста кіберлюдей» (англ. Revenge of the Cybermen)      | Герри Дейвіс                 | Майкл Брайант   | 19 квітня — 10 травня 1975     |

| Номер | Назва                                               | Сценарист           | Режисер         | Дата виходу в ефір            |
| ----- | --------------------------------------------------- | ------------------- | --------------- | ----------------------------- |
| 080   | «Терор зайгонів» (англ. Terror of the Zygons)       | Роберт Бенкс Стюарт | Дуглас Кемфілд  | 30 серпня — 20 вересня 1975   |
| 081   | «Планета зла» (англ. Planet of Evil)                | Льюїс Маркс         | Девід Мелоні    | 27 вересня — 18 жовтня 1975   |
| 082   | «Піраміди Марса» (англ. Pyramids of Mars)           | Стефан Гарріс       | Педді Рассел    | 25 жовтня — 15 листопада 1975 |
| 083   | «Вторгнення андроїдів» (англ. The Android Invasion) | Террі Нейшн         | Беррі Леттс     | 22 листопада — 13 грудня 1975 |
| 084   | «Мозок Морбіуса» (англ. The Brain of Morbius)       | Робін Бленд         | Кристофер Беррі | 3—24 січня 1976               |
| 085   | «Насіння долі» (англ. The Seeds of Doom)            | Роберт Бенкс Стюарт | Дуглас Кемфілд  | 31 січня — 6 березня 1976     |

| Номер | Назва                                               | Сценарист                | Режисер      | Дата виходу в ефір |
| ----- | --------------------------------------------------- | ------------------------ | ------------ | ------------------ |
| 086   | «Маска Мандрагори» (англ. The Masque of Mandragora) | Льюїс Маркс              | Родні Бенетт | 4—25 вересня 1976  |
| 087   | «Рука страху» (англ. The Hand of Fear)              | Боб Бейкер і Дейв Мартін | Ленні Майн   | 2—23 жовтня 1976   |

| Номер | Назва                                     | Сценарист    | Режисер      | Дата виходу в ефір |
| ----- | ----------------------------------------- | ------------ | ------------ | ------------------ |
| 129   | «П'ять Докторів» (англ. The Five Doctors) | Терранс Дікс | Петер Моффат | 23 листопада 1983  |

| Номер | Назва                                      | Сценарист                        | Режисер           | Дата виходу в ефір   |
| ----- | ------------------------------------------ | -------------------------------- | ----------------- | -------------------- |
| —     | «Виміри у часі» (англ. Dimensions in Time) | Джон Натан-Тернер і Девід Роуден | Стюарт Макдональд | 26—27 листопада 1993 |

| Номер | Назва                                    | Сценарист     | Режисер     | Дата виходу в ефір |
| ----- | ---------------------------------------- | ------------- | ----------- | ------------------ |
| 170   | «Шкільна зустріч» (англ. School Reunion) | Тобі Вайтхауз | Джеймс Хоуз | 29 квітня 2006     |

| Номер | Назва                                                                             | Сценарист       | Режисер     | Дата виходу в ефір       |
| ----- | --------------------------------------------------------------------------------- | --------------- | ----------- | ------------------------ |
| 198   | «Вкрадена Земля» (англ. The Stolen Earth) «Кінець подорожі» (англ. Journey's End) | Рассел Т. Девіс | Грем Харпер | 28 червня — 5 липня 2008 |

| Номер | Назва                                 | Сценарист       | Режисер  | Дата виходу в ефір            |
| ----- | ------------------------------------- | --------------- | -------- | ----------------------------- |
| 202   | «Кінець часу» (англ. The End of Time) | Рассел Т. Девіс | Ерос Лін | 25 грудня 2009 — 1 січня 2010 |

### К-9 і компанія
| Номер | Назва                                                 | Сценарист    | Режисер   | Дата виходу в ефір |
| ----- | ----------------------------------------------------- | ------------ | --------- | ------------------ |
| —     | «Найкращий друг дівчини» (англ. A Girl's Best Friend) | Теренс Дадлі | Джон Блек | 28 грудня 1981     |

### Пригоди Сари Джейн
| Номер | Назва                                            | Сценарист                       | Режисер    | Дата виходу в ефір |
| ----- | ------------------------------------------------ | ------------------------------- | ---------- | ------------------ |
| 01    | «Вторгнення Бейнів» (англ. Invasion of the Bane) | Гарет Робертс і Рассел Т. Девіс | Колін Тіга | 1 січня 2007       |

| Номер | Назва                                                                | Сценарист     | Режисер       | Дата виходу в ефір           |
| ----- | -------------------------------------------------------------------- | ------------- | ------------- | ---------------------------- |
| 02    | «Помста Слівінів» (англ. Revenge of the Slitheen)                    | Гарет Робертс | Еліс Траутон  | 24 вересня 2007              |
| 03    | «Око Горгони» (англ. Eye of the Gorgon)                              | Філ Форд      | Еліс Траутон  | 1—8 жовтня 2007              |
| 04    | «Воїни Кудлака» (англ. Warriors of Kudlak)                           | Філ Гледвін   | Чарльз Мартин | 15—22 жовтня 2007            |
| 05    | «Що сталося з Сарою Джейн?» (англ. Whatever Happened to Sarah Jane?) | Гарет Робертс | Грем Харпер   | 20 жовтня — 5 листопада 2007 |
| 06    | «Загублений хлопчик» (англ. The Lost Boy)                            | Філ Форд      | Чарльз Мартин | 12—19 листопада 2007         |

| Номер | Назва                                                                | Сценарист      | Режисер        | Дата виходу в ефір   |
| ----- | -------------------------------------------------------------------- | -------------- | -------------- | -------------------- |
| 07    | «Останній з сонтаранців» (англ. The Last Sontaran)                   | Джос Агн'ю     | Майкл Керріган | 19 вересня 2008      |
| 08    | «День клоуна» (англ. The Day of the Clown)                           | Філ Форд       | Майкл Керріган | 6—13 жовтня 2008     |
| 09    | «Таємниці зірок» (англ. Secrets Of The Stars)                        | Гарет Робертс  | Майкл Керріган | 20—27 жовтня 2008    |
| 10    | «Мітка Воїна» (англ. The Mark of the Berserker)                      | Джозеф Лідстер | Джос Агн'ю     | 3—10 листопада 2008  |
| 11    | «Спокуса Сари Джейн Сміт» (англ. The Temptation of Sarah Jane Smith) | Гарет Робертс  | Грем Харпер    | 17—24 листопада 2008 |
| 12    | «Ворог Бейнів» (англ. Enemy of the Bane)                             | Філ Форд       | Грем Харпер    | 1—8 грудня 2008      |

| Номер | Назва                                                                                 | Сценарист                      | Режисер    | Дата виходу в ефір |
| ----- | ------------------------------------------------------------------------------------- | ------------------------------ | ---------- | ------------------ |
| —     | «З Раксакорікофалапаторіусу з любов'ю» (англ. From Raxacoricofallapatorius with Love) | Гарет Робертс і Клейтон Хікман | Джос Агн'ю | 13 березня 2009    |

| Номер | Назва                                                        | Сценарист      | Режисер      | Дата виходу в ефір   |
| ----- | ------------------------------------------------------------ | -------------- | ------------ | -------------------- |
| 13    | «В'язень джудунів» (англ. Prisoner of the Judoon)            | Філ Форд       | Джос Агн'ю   | 15—16 жовтня 2009    |
| 14    | «Божевільна на горищі» (англ. The Mad Woman in the Attic)    | Джозеф Лідстер | Еліс Траутон | 22—23 жовтня 2009    |
| 15    | «Весілля Сари Джейн» (англ. The Wedding of Sarah Jane Smith) | Гарет Робертс  | Джос Агн'ю   | 29—30 жовтня 2009    |
| 16    | «Вічна пастка» (англ. The Eternity Trap)                     | Філ Форд       | Еліс Траутон | 5—6 листопада 2009   |
| 17    | «Помста Мони Лізи» (англ. Mona Lisa's Revenge)               | Філ Форд       | Джос Агн'ю   | 12—13 листопада 2009 |
| 18    | «Подарунок» (англ. The Gift)                                 | Руперт Лейт    | Еліс Траутон | 19—20 листопада 2009 |

| Номер | Назва                                                        | Сценарист                      | Режисер    | Дата виходу в ефір   |
| ----- | ------------------------------------------------------------ | ------------------------------ | ---------- | -------------------- |
| 19    | «Кошмарна людина» (англ. The Nightmare Man)                  | Джозеф Лідстер                 | Джос Агн'ю | 11—12 жовтня 2010    |
| 20    | «Сховище таємниць» (англ. The Vault of Secrets)              | Філ Форд                       | Джос Агн'ю | 18—19 жовтня 2010    |
| 21    | «Смерть Доктора» (англ. Death of the Doctor)                 | Рассел Т. Девіс                | Ешлі Вей   | 25—26 жовтня 2010    |
| 22    | «Порожня планета» (англ. The Empty Planet)                   | Гарет Робертс                  | Ешлі Вей   | 1—2 листопада 2010   |
| 23    | «Загублені у часі» (англ. Lost in Time)                      | Руперт Лейт                    | Джос Агн'ю | 8—9 листопада 2010   |
| 24    | «Прощавай, Саро Джейн Сміт» (англ. Goodbye, Sarah Jane Smit) | Гарет Робертс і Клейтон Хікман | Джос Агн'ю | 15—16 листопада 2010 |

| Номер | Назва                                                        | Сценарист     | Режисер     | Дата виходу в ефір |
| ----- | ------------------------------------------------------------ | ------------- | ----------- | ------------------ |
| 25    | «Скай» (англ. Sky)                                           | Філ Форд      | Ешлі Вей    | 3-4 жовтня 2011    |
| 26    | «Прокляття Клайда Ленгера» (англ. The Curse of Clyde Langer) | Філ Форд      | Ешлі Вей    | 10—11 жовтня 2011  |
| 27    | «Людина, якої не було» (англ. The Man Who Never Was)         | Гарет Робертс | Джос Ангн'ю | 17—18 жовтня 2011  |

19 квітня 2011 року Елізабет Слейден пішла з життя після довготривалої боротьби з раком. Виробництво п'ятого сезону у зв'язку з її смертю було припинено. У жовтні 2011 року BBC випустило в ефір уже відзняті серії п'ятого сезону.